# Nikitinskaja (rejon totiemski)
Nikitinskaja (ros. Никитинская) – wieś w Rosji, w rejonie totiemskim obwodu wołogodzkiego. W 2010 r. liczyła 2 mieszkańców.